# Trasparente (Marco Parente)
Trasparente è il terzo album del cantautore italiano Marco Parente, pubblicato il 27 settembre 2002 dalla Mescal.

## Il disco
Prodotto da Manuel Agnelli degli Afterhours e preceduto dal singolo Lamiarivoluzione, il titolo Trasparente gioca sia con i plurimi significati dell'aggettivo sia con il cognome dello stesso Parente.
Il testo di Fuck (he)art & Let's dance si ispira al poeta statunitense Lawrence Ferlinghetti, incontrato da Parente durante alcune collaborazioni nell'ambito della poesia e del reading.
Il brano Farfalla pensante sarà reinterpretato da Patty Pravo, nel suo album Radio Station del 2002.
Il 30 maggio del 2003 verrà pubblicato Pillole buone, contenente dieci brevi riscritture elettroniche di Trasparente ideate e realizzate da Lorenzo Brusci, con D.RaD (Stefano Facchielli) e Taketo Gohara come ospiti.

## Tracce
Testi e musiche di Marco Parente, eccetto dove indicato.
1. Lamiarivoluzione - 4:00
2. Scolpisciguerra - 4:10
3. Farfalla pensante - 3:29
4. Come un coltello - 4:11
5. W il mondo (Radiourlo) - 5:25
6. Derivanti - 2:29
7. Fuck (he)art & Let's dance - 2:22 (musica: Lorenzo Brusci, Marco Parente)
8. Anima gemella - 3:53
9. Adam ha salvato Molly - 5:06
10. Davvero trasparente - 3:40

## Formazione

### Musicisti
- Marco Parente: voce, piano, piano elettrico, batteria, chitarre, sampler
- Andrea Franchi: batteria
- Giovanni Dall'Orto: basso
- Paolo Benvegnù: chitarre elettriche
- Agushevi Orchestra, in Scolpisciguerra
- Alessandro "Asso" Stefana, chitarra in W il mondo (Radiourlo)
- Manuel Agnelli, basso in Come un coltello
- Millennium Bugs' Orchestra diretta e arrangiata da Mirko Guerrini, in Adam ha salvato Molly e Davvero trasparente

### Produzione
- Produzione artistica: Manuel Agnelli
- Registrato da Marco Tagliola e mixato da Paolo Mauri al Noise Factory di Milano eccetto Fuck (he)art & Let's dance e Anima gemella, registrate e mixate da Lorenzo Brusci al Timet Studio.